# Ophichthidae
Ophichthidae è una famiglia di pesci anguilliformi.

## Sottofamiglie
- Myrophinae
- Ophichthinae